# 손광 (후한)
손광(孫匡, 186? ~ 205?)은 중국 후한 말기의 인물이며, 동오의 태조 손견(孫堅)의 사남으로, 자는 계좌(季佐)이다.

## 생애
《위서》에 따르면, 맏형 손책(孫策)이 아버지가 죽은 후 마땅히 자신에게 돌아오는 오정후를 손광에게 양보했다.
손책이 조조(曹操)와 동맹을 체결하면서 조조의 질녀와 결혼했다. 관직에 임용되기 전에 20여 세로 죽었다. 손씨 4형제 중에서는 이렇다 할 만한 에피소드가 없고 수수한 인상이 있지만, 자손들은 번영하였다.
《강표전》에 따르면, 황무 원년(222년) 조휴(曹休)가 동구로 쳐들어오자, 조휴를 저지하러 나간 여범(呂範)에게 정무중랑장으로 파견되었는데 띠풀을 태워 군용물자에 손실을 입혔으므로, 여범이 즉시 돌려보냈으며, 손권(孫權)은 손광을 족중에서 갈라서 정씨로 만들고 종신금고에 처했다. 그러나 배송지는 손견이 죽은 해에서 추론하면 손광이 아무리 어려도 이때의 나이가 31세가 되므로, 20여 세에 죽었다는 본전과 맞지 않으며, 손권의 이복 아우 손랑(孫朗)을 잘못 썼으리라고 주장했다.

## 손광의 친족관계
※손강 · 손정의 계보는 각 항목을 참조할 것.

## 같이 보기
- 삼국지 인물 목록